# Élan (Ardennes)
Élan ist eine Ortschaft und eine ehemalige französische Gemeinde mit 86 Einwohnern (Stand: 1. Januar 2022) im Département Ardennes in der Region Grand Est. Sie gehörte zum Arrondissement Charleville-Mézières und zum Kanton Nouvion-sur-Meuse.
Mit Wirkung vom 1. Januar 2019 wurden die ehemaligen Gemeinden Flize, Balaives-et-Butz, Boutancourt und Élan zur namensgleichen Commune nouvelle Flize zusammengeschlossen und haben in der neuen Gemeinde der Status einer Commune déléguée. Der Verwaltungssitz befindet sich im Ort Flize.

## Geographie
Élan liegt etwa zehn Kilometer südsüdöstlich von Charleville-Mézières und etwa 13 Kilometer westsüdwestlich von Sedan. Umgeben wird Élan von den Ortschaften Balaives-et-Butz im Norden und Westen, Étrépigny im Norden, Boutancourt im Nordosten, Sapogne-et-Feuchères im Osten, Vendresse im Süden und Südosten, Villers-le-Tilleul im Süden und Südwesten sowie Singly im Südwesten.

## Bevölkerungsentwicklung
| Jahr                      | 1962 | 1968 | 1975 | 1982 | 1990 | 1999 | 2006 | 2013 |
| Einwohner                 | 106  | 86   | 86   | 74   | 79   | 77   | 78   | 76   |
| Quelle: Cassini und INSEE |      |      |      |      |      |      |      |      |

## Sehenswürdigkeiten

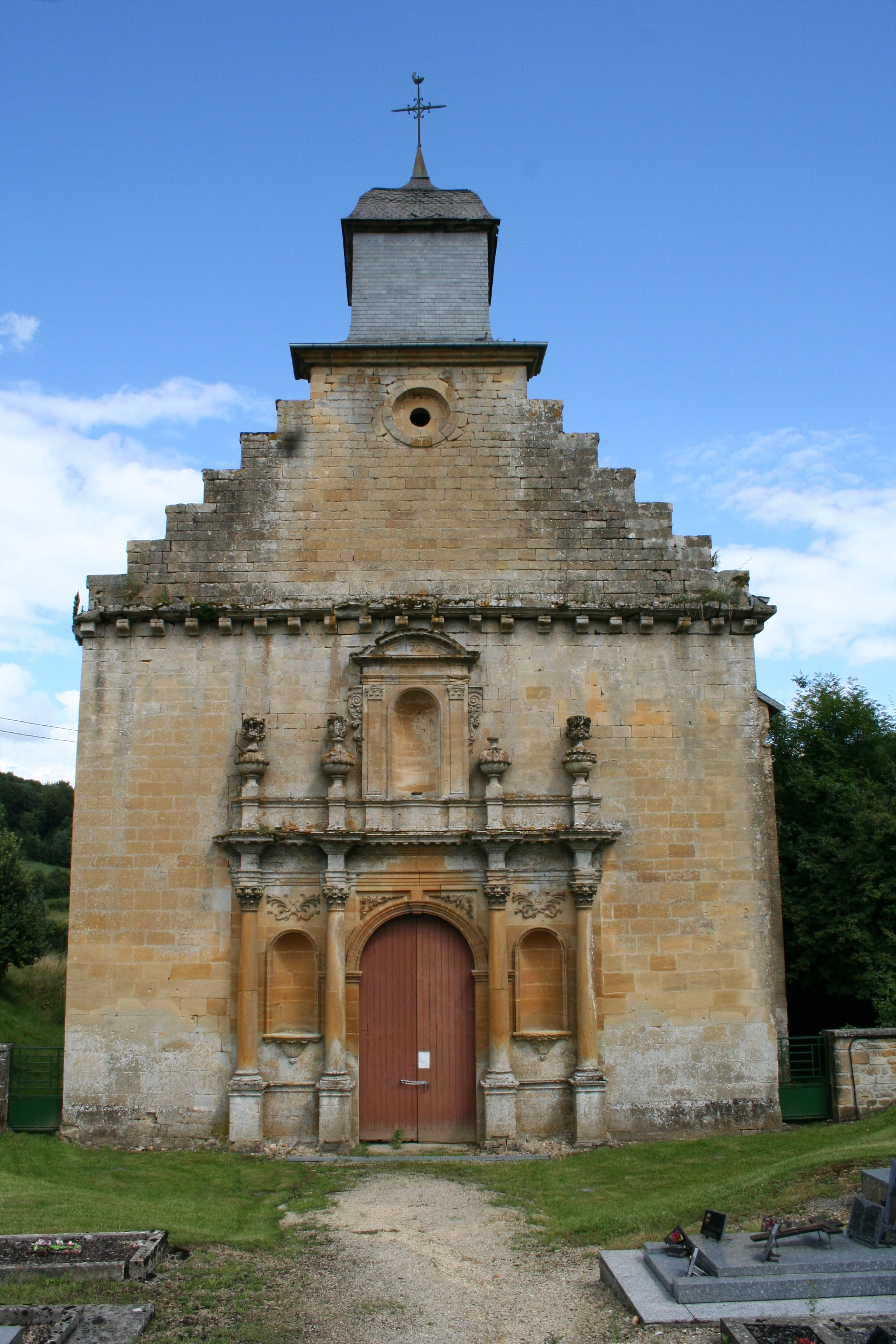
Kirche Notre-Dame

- Kirche Notre-Dame, seit 1946 Monument historique
- Zisterzienserkloster Élan, 1148 gegründet, seit 1946 Monument historique